# Jetsada Badcharee
Jetsada Badcharee (thailändisch เจษฎา บาทชารี, * 16. September 1997), auch als Game bekannt, ist ein thailändischer Fußballspieler.

## Karriere
Jetsada Badcharee stand bis Ende 2019 beim Udon Thani FC unter Vertrag. Mit dem Verein aus Udon Thani spielte er 18-mal in der zweiten Liga, der Thai League 2. Im Januar 2020 wechselte er für ein halbes Jahr zum Ligakonkurrenten Nongbua Pitchaya FC. Hier kam er jedoch nicht zum Einsatz. Am 1. Juli 2020 nahm ihn der Drittligist Udon United FC aus Udon Thani unter Vertrag. Mit Udon spielte er in der North/Eastern Region der Liga. Hier spielte er bis August 2021. Die Saison 2021/22 spielte er beim ebenfalls in der dritten Liga spielenden Nonthaburi United S.Boonmeerit FC. Mit Nonthaburi trat er in der Bangkok Metropolitan Region an. Sein ehemaliger Verein Udon Thani FC nahm ihn im Juli 2022 wieder unter Vertrag. In der Saison 2022/23 bestritt er für Udon 29 Zweitligaspiele. Am Ende der Saison musste er mit Udon in die dritte Liga absteigen. Nach dem Abstieg verließ er den Verein und schloss sich im Juli 2023 dem Zweitligisten Rayong FC an. Die Saison 2023/24 wurde er mit Rayong Tabellendritter und qualifizierte sich somit für die Aufstiegsspiele zur ersten Liga. Hier konnte man sich gegen den Nakhon Si United FC durchsetzen und stieg in die erste Liga auf. Nach insgesamt 60 Ligaspielen gab Badcharee im Sommer 2025 seinen Abschied aus Rayong bekannt. Im Juni 2025 nahm ihn der Zweitligist Chanthaburi FC aus Chanthaburi unter Vertrag.